# SN 1955C
SN 1955C – niepotwierdzona supernowa odkryta 23 października 1955 roku w galaktyce NGC 23. W momencie odkrycia miała maksymalną jasność 16,00m.